# Royal Air Force Ensign
Royal Air Force Ensign er det britiske luftvåbens flag. Det er lavet efter mønster af britiske maritime flag, de såkaldte red ensigns og blue ensigns. Det har fra disse forbilleder Storbritanniens unionsflag i kantonen af en flagdug som har luftvåbnets gråblå farve. Den britiske kokarde (identifikationsmærke for militærfly) er placeret i flagets frie ende.
Flaget blev indført i 1920.

## Afledte flag
Flere landes luftvåben har flag med Union Jack i kantonen:
- RAAF - Det australske luftvåbens flag
- RCAF - Det canadiske luftvåbens flag (1941-1968)
- RNZAF - Det newzealandske luftvåbens flag

Andre nationer benytter samme model, blot med deres respektive flag i kantonen:
- Bangladeshiske
- Det canadiske luftvåbens flag
- Colombianske
- Egyptiske
- Ghanesiske
- Indiske
- Jordanske
- Kenyanske
- Litauiske
- Malaysiske
- Myanmarske
- Omanske
- Pakistanske
- Qatarske
- Sydafrikanske
- Srilankanske
- Sudanesiske
- Syriske
- Zambiske
- Zimbabwiske

## Eksterne links
- Royal Air Force – Ensign History Arkiveret 12. juli 2007 hos  Wayback Machine